# Alexandre Rassaërt
Alexandre Rassaërt, né le 17 septembre 1987 à Vernon, est un homme politique français et président du conseil départemental de l'Eure.

## Biographie

### Famille
Originaire d'une famille enracinée depuis plusieurs générations dans le canton de Gisors, il passe son enfance entre Hébécourt et Gisors. Il effectue l'ensemble de sa scolarité à Gisors, notamment à l'école-collège Jeanne-d'Arc et au lycée public Louise-Michel.

### Formation et débuts en politique
Lors de ses études à l'Institut d'études politiques de Lyon et à l'occasion du mouvement contre le contrat première embauche, il fait ses premiers pas en politique en rejoignant l'Union nationale inter-universitaire, un syndicat proche de l'extrême droite. Il s'engage ensuite activement dans la campagne de Nicolas Sarkozy. Il poursuit ensuite ses études à la Queen's University de Belfast, se spécialisant en philosophie politique et en histoire des révoltes et des conflits. En 2008, à son retour en France, il travaille aux côtés de Sébastien Lecornu et Frédéric Duché en tant que stagiaire-collaborateur du député UMP Franck Gilard.
Toujours à l'IEP de Lyon, il obtient un Master 2 en Affaires Publiques ainsi qu'un Master 2 en Management des Collectivités Territoriales, spécialité gestion financière. En 2010, à la fin de ses études, il prend la tête des jeunes UMP de l'Eure puis devient collaborateur du groupe d'opposition au Conseil général de Seine-Maritime, dirigé à l'époque par Pascal Martin.

### Maire de Gisors
En 2014, il devient le plus jeune maire de Normandie en remportant l'élection municipale de Gisors. Son élection est saluée par Bruno Le Maire qui voit en lui la relève de la droite avec des jeunes comme Sébastien Lecornu, élu à Vernon ou Robin Reda, élu à Juvisy-sur-Orge. En 2015, il est élu conseiller départemental de l'ancien canton de Gisors-Etrépagny aux côtés de Perrine Forzy.
Élu vice-président du conseil départemental, chargé de la culture, des sports, de la jeunesse, de la vie associative et des relations internationales, il apporte son soutien actif à Hervé Morin lors des élections régionales de 2015 en devenant son porte-parole de campagne.
En 2016, Alexandre Rassaërt intègre le premier cercle de Bruno Le Maire dans le cadre de la primaire de la droite et du centre.
En 2017, il se porte candidat aux élections législatives dans la 5e circonscription de l'Eure, avec Catherine Delalande en tant que suppléante. Il est battu, dès le premier tour, par la future députée Claire O'Petit.

### Président de la communauté de communes du Vexin normand
Membre fondateur du mouvement transpartisan « Ensemble pour l'Eure » présidé par Sébastien Lecornu, Alexandre Rassaërt lui succède au poste de secrétaire départemental du parti Les Républicains lorsqu'il est appelé à intégrer le gouvernement d'Édouard Philippe en 2017.
En 2020, il est réélu maire de Gisors puis élu par ses pairs président de la communauté de communes du Vexin Normand. En 2021, il est reconduit au conseil départemental, formant un nouveau binôme avec Angèle Delaplace.
Fidèle au président de la Région Normandie Hervé Morin, il lui réaffirme son soutien pour les élections régionales de 2021.
En 2022, il prend la décision de quitter définitivement Les Républicains (LR), critiquant la position conciliante de la direction du parti envers le Rassemblement National lors du second tour de l'élection présidentielle et le sectarisme du Président de la Fédération LR de l'Eure. Depuis cette rupture, il n'a rejoint aucune autre formation politique, se décrivant comme un élu divers droite.

### Président du conseil départemental de l'Eure
En décembre 2022, à la suite de la démission de Sébastien Lecornu, ministre des Armées il est élu président du conseil départemental de l'Eure avec 39 voix sur 46. Une élection qui est un véritable « coup de barre à droite » selon le conseiller départemental socialiste Marc-Antoine Jamet.
À la tête du Département, Alexandre Rassaërt poursuit la dynamique engagée par Sébastien Lecornu comme l'expérimentation « RSA contre activité », l'ouverture d'un premier centre de santé départemental, la création d'Euréka ou encore le lancement d'une Agence de la ruralité pour simplifier la vie des maires dans la conduite de leurs projets.

## Polémique
Debut 2020, un fonctionnaire de la ville de Gisors se met en grève de la faim pour contester une sanction de deux ans sans salaire infliger par Alexandre Rassaërt. Le conseil de discipline avait statué la sanction de l'agent à deux semaines sans salaires mais Alexandre Rassaërt décide d'aggraver la sanction, estimant les faits comme "grave" et la sanction comme "légitime". Dès les premiers jours, l'élu décide de rester ferme et ne souhaite aucune négociations, mais c'est seulement après deux jours et deux nuits de grève, qu'Alexandre Rassaërt convoque une réunion de crise et décide de revenir sur la sanction, la baissant à 3 mois sans salaire. Ce dernier expliquera la révision de sa sanction dans un but "d'unité" et "de ne pas laisser la situation en l'état".
Les débuts d'Alexandre Rassaërt à la Présidence du Département de l'Eure sont marqués par une violente polémique qui l'oppose au socialiste Nicolas Mayer-Rossignol, maire PS de Rouen et de la Métropole. Celui-ci pointe du doigt les Départements de l'Eure et de Seine-Maritime pour expliquer les difficultés financières de l'Opéra de Rouen. Cette accusation met le feu aux poudres et décide Alexandre Rassaërt à engager, en représailles, le retrait de l'Eure du projet de candidature de la ville de Rouen pour devenir Capitale européenne de la culture en 2028.

## Détail des mandats et fonctions

### Conseil municipal de Gisors
- Maire (2014-2022)

- 1er adjoint au maire (depuis décembre 2022)

### Communauté de communes du Vexin Normand
- Président de la Communauté de communes du Vexin Normand (depuis 2020)[28]
- Vice-président à la lecture publique, la culture et les médias (2017-2020)

### Communauté de communes Gisors-Epte-Lévrière
- Vice-président à l'Aménagement du territoire (2014-2017) de la communauté de communes Gisors-Epte-Lévrière

### Conseil départemental de l'Eure
- Vice-président chargé de la jeunesse, de la vie associative, des sports, de la culture et des relations internationales (2015-2021)

- Vice-président à la culture, au patrimoine, à la lecture publique, aux archives et aux relations internationales (depuis 2021)

### Autres
- Secrétaire départemental des Républicains de l'Eure (2017)
- Président du conseil de surveillance du Pôle Sanitaire du Vexin (2015-2023)
- Vice-président du SDIS de l'Eure (2015-2020)
- Vice-président de l'EPCC du Tangram (depuis 2016)
- Vice-président MonLogement27 (depuis 2023)